# Karol Dobiaš
Karol Dobiaš (Handlová, 18 december 1947) is een Slowaaks gewezen voetbalspeler en -trainer. Hij kwam als speler uit voor de Tsjecho-Slowaakse clubs Spartak Trnava en Bohemians Praag en speelde in België voor KSC Lokeren en RRC Gent. Nadien was hij als trainer werkzaam bij verscheidene voetbalclubs uit Praag.

## Speler
Dobiaš kende zijn grootste successen als voetballer bij Spartak Trnava, waar hij meer dan tien jaar speelde. In dit tijdsbestek werd hij met de ploeg vijfmaal kampioen van Tsjecho-Slowakije, werd driemaal de nationale beker gewonnen alsmede de Mitropacup van 1967. In datzelfde jaar maakte Dobiaš onder bondscoach Jozef Marko zijn debuut in het Tsjecho-Slowaaks voetbalelftal. Negen jaar later, in 1976, werd Dobiaš met zijn land Europees kampioen. In de finale, tegen West-Duitsland, was hij eenmaal trefzeker.
Het Spartak Trnava van Dobiaš was eind jaren zeventig succesvol in Europa. Na de winst van de Mitropa Cup in 1967, bereikte de ploeg uit Trnava twee jaar later bijna de finale van de Europacup I. In de laatste horde verloren ze echter over twee wedstrijden van Ajax, ondanks dat de eerste wedstrijd in eigen huis met 2–0 werd gewonnen. De Nederlandse kranten waren echter lovend over het optreden van de rechtsachter in beide duels. Na afloop van het toernooi toonde Feijenoord interesse in de diensten van Dobiaš. De speler en de clubs waren tot overeenstemming gekomen voor een transfer, maar de overgang werd geblokkeerd door de Tsjecho-Slowaakse voetbalbond, die stelde dat Tsjecho-Slowaakse voetballers pas vanaf 28-jarige leeftijd in het buitenland mochten voetballen. Dobiaš bleef desalniettemin presteren bij Spartak Trnava en werd in 1970 en 1971 verkozen tot speler van het jaar.
In juli 1980 kreeg de destijds 32-jarige Dobiaš toestemming van de Tsjecho–Slowaakse voetbalbond om naar het buitenland te gaan. Hij tekende vervolgens een contract bij KSC Lokeren. Lokeren kende met Grzegorz Lato, Włodzimierz Lubański, Preben Elkjær Larsen en Arnór Guðjohnsen een sterk elftal en werd in 1981 dan ook vice-kampioen van België, de hoogste eindklassering in de clubgeschiedenis. Daarnaast werd dat seizoen de kwartfinale van de UEFA Cup (Lokeren werd uitgeschakeld door AZ) en de finale van de Belgische beker bereikt. Dobiaš speelde tot 1983 in Lokeren, waarna hij nog één seizoen uitkwam voor RRC Gent. In 1984 hing de verdediger zijn voetbalschoenen aan de wilgen.

## Trainer
Dobiaš was als trainer enkel werkzaam bij clubs uit Tsjechië. Zijn grootste succes als trainer was het winnen van de Tsjechische landstitel in het seizoen 1993/94 met Sparta Praag. Toch werd hij het volgende seizoen na slechts twee wedstrijden ontslagen. Nadien coachte Dobiaš kortstondig de kleinere Praagse club Sparta Krč. Daarna werkte hij lange tijd als scout voor Sparta Praag. In 2003/04 werd hij assistent-trainer bij Bohemians Praag, maar de club beëindigde de samenwerking in januari 2004.  